# Grand Prix Formule 1 van Mexico 1967
De Grand Prix Formule 1 van Mexico 1967 werd gehouden op 22 oktober op het Magdalena Mixhuca Circuit in Mexico-Stad. Het was de elfde en laatste race van het seizoen.

## Uitslag
| Pos. | Nr. | Coureur              | Constructeur    | Rondes | Tijd / Oorzaak uitval | Grid | Punten |
| ---- | --- | -------------------- | --------------- | ------ | --------------------- | ---- | ------ |
| 1    | 5   | Jim Clark            | Lotus-Ford      | 65     | 1:59:28.70            | 1    | 9      |
| 2    | 1   | Jack Brabham         | Brabham-Repco   | 65     | +1:25.36              | 5    | 6      |
| 3    | 2   | Denny Hulme          | Brabham-Repco   | 64     | +1 Ronde              | 6    | 4      |
| 4    | 3   | John Surtees         | Honda           | 64     | +1 Ronde              | 7    | 3      |
| 5    | 8   | Mike Spence          | BRM             | 63     | +2 Rondes             | 11   | 2      |
| 6    | 21  | Pedro Rodriguez      | Cooper-Maserati | 63     | +2 Rondes             | 13   | 1      |
| 7    | 22  | Jean-Pierre Beltoise | Matra-Ford      | 63     | +2 Rondes             | 14   |        |
| 8    | 12  | Jonathan Williams    | Ferrari         | 63     | +2 Rondes             | 16   |        |
| 9    | 9   | Chris Amon           | Ferrari         | 62     | Geen benzine          | 2    |        |
| 10   | 16  | Jo Bonnier           | Cooper-Maserati | 61     | +4 Rondes             | 17   |        |
| 11   | 19  | Guy Ligier           | Brabham-Repco   | 41     | +4 Rondes             | 19   |        |
| 12   | 15  | Jo Siffert           | Cooper-Maserati | 59     | Oververhitting        | 10   |        |
| NF   | 14  | Bruce McLaren        | McLaren-BRM     | 45     | Oliedruk              | 8    |        |
| NF   | 17  | Chris Irwin          | BRM             | 33     | Olielek               | 15   |        |
| NF   | 7   | Jackie Stewart       | BRM             | 24     | Motor                 | 12   |        |
| NF   | 6   | Graham Hill          | Lotus-Ford      | 18     | Aandrijving           | 4    |        |
| NF   | 18  | Moises Solana        | Lotus-BRM       | 12     | Ophanging             | 9    |        |
| NF   | 11  | Dan Gurney           | Eagle-Climax    | 4      | Radiator              | 3    |        |
| NF   | 10  | Mike Fisher          | Lotus-BRM       | 0      | Brandstofsysteem      | 18   |        |

## Statistieken
| Pole-position | Jim Clark | Lotus-Ford | 1:47.56 |
| Snelste ronde | Jim Clark | Lotus-Ford | 1:48.13 |

## Noot
- Dit was het debuut van de Britse coureur Jonathan Williams.
- Dit was de 25ste podiumplaats voor Jack Brabham en voor een Australische coureur.
- Dit was de tweede overwinning van de Grote Prijs van Mexico voor Jim Clark; hij was hiermee de eerste die meerdere Grand Prix-winsten in Mexico wist te behalen.
- Eerste (en enige) wereldtitel voor Denny Hulme en voor een Nieuw-Zeelandse coureur. Hulme was de tiende coureur die wereldkampioen werd.

1962 · 1963 · 1964 · 1965 · 1966 · 1967 · 1968 · 1969 · 1970 · 1986 · 1987 · 1988 · 1989 · 1990 · 1991 · 1992 · 2015 · 2016 · 2017 · 2018 · 2019